# Miniere di Bivongi

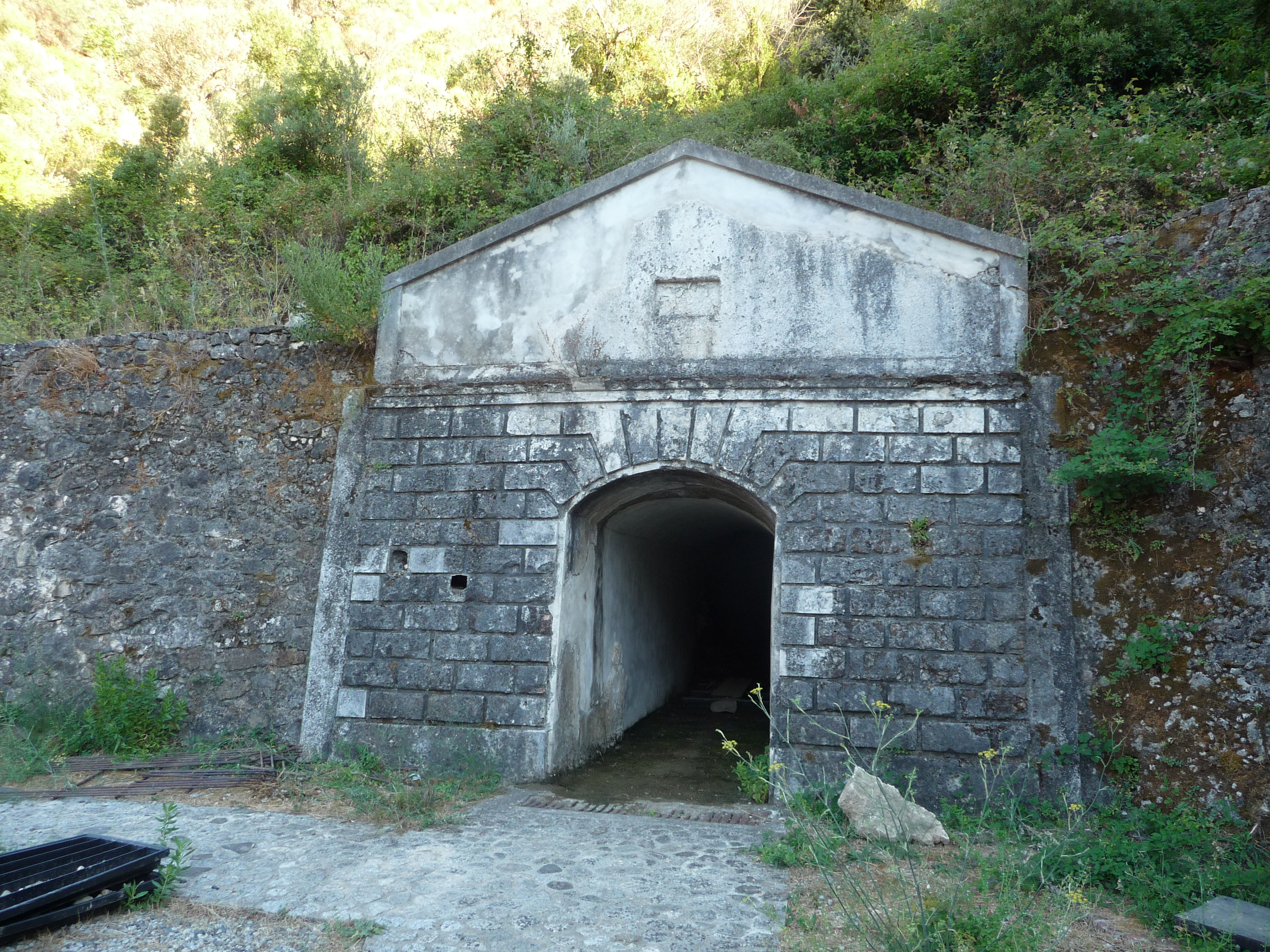
Miniera Garibaldi (2008)

Le miniere di Bivongi sono tutte quelle miniere aperte che si trovano nel territorio del comune di Bivongi in Calabria utilizzate in passato soprattutto per l'estrazione di galena, molibdeno e altri minerali come la calcopirite.

## Storia

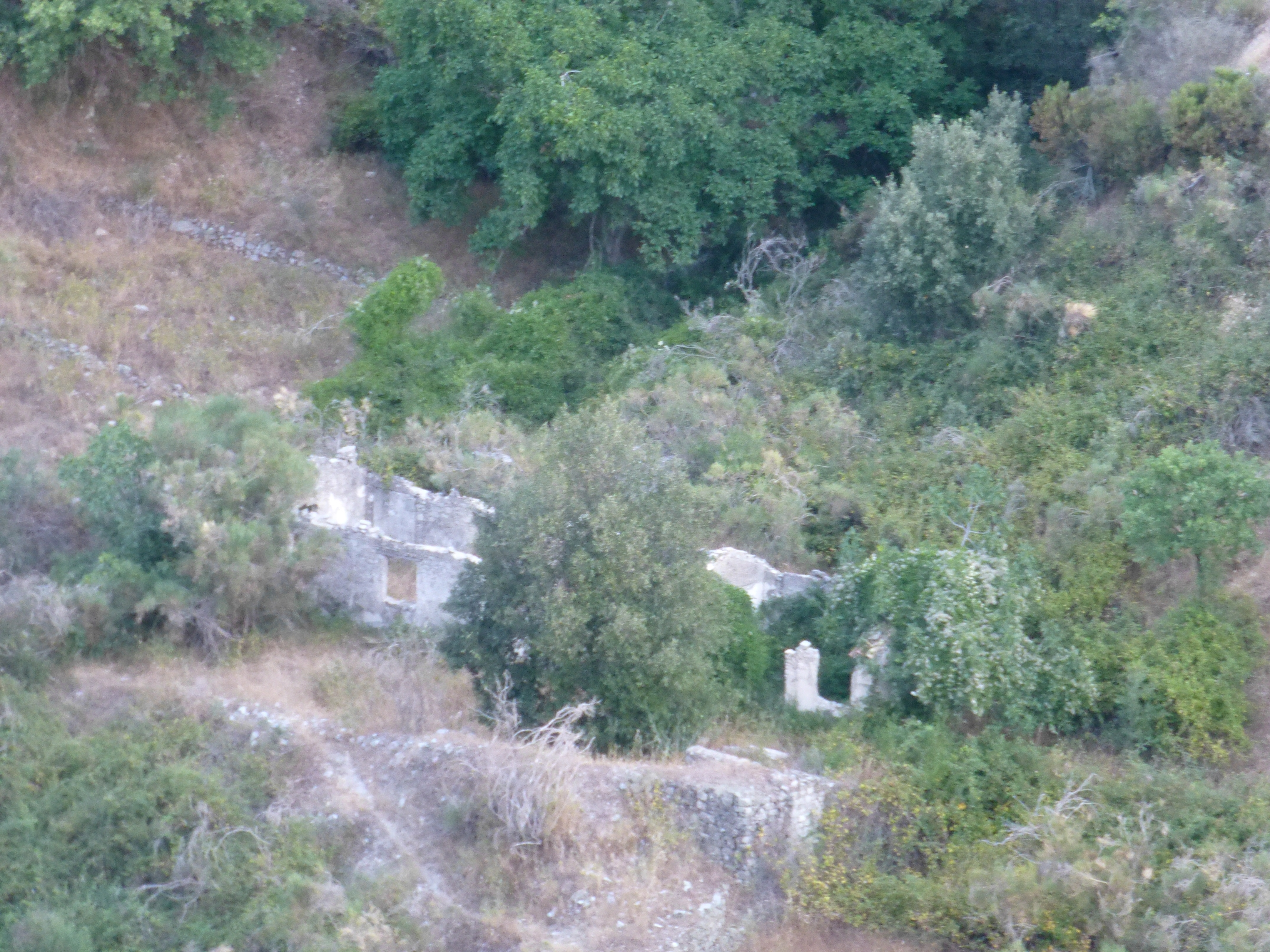
Cantiere Giogli della Breda a località Mpagghjuomuli a Bivongi (RC) agosto 2013

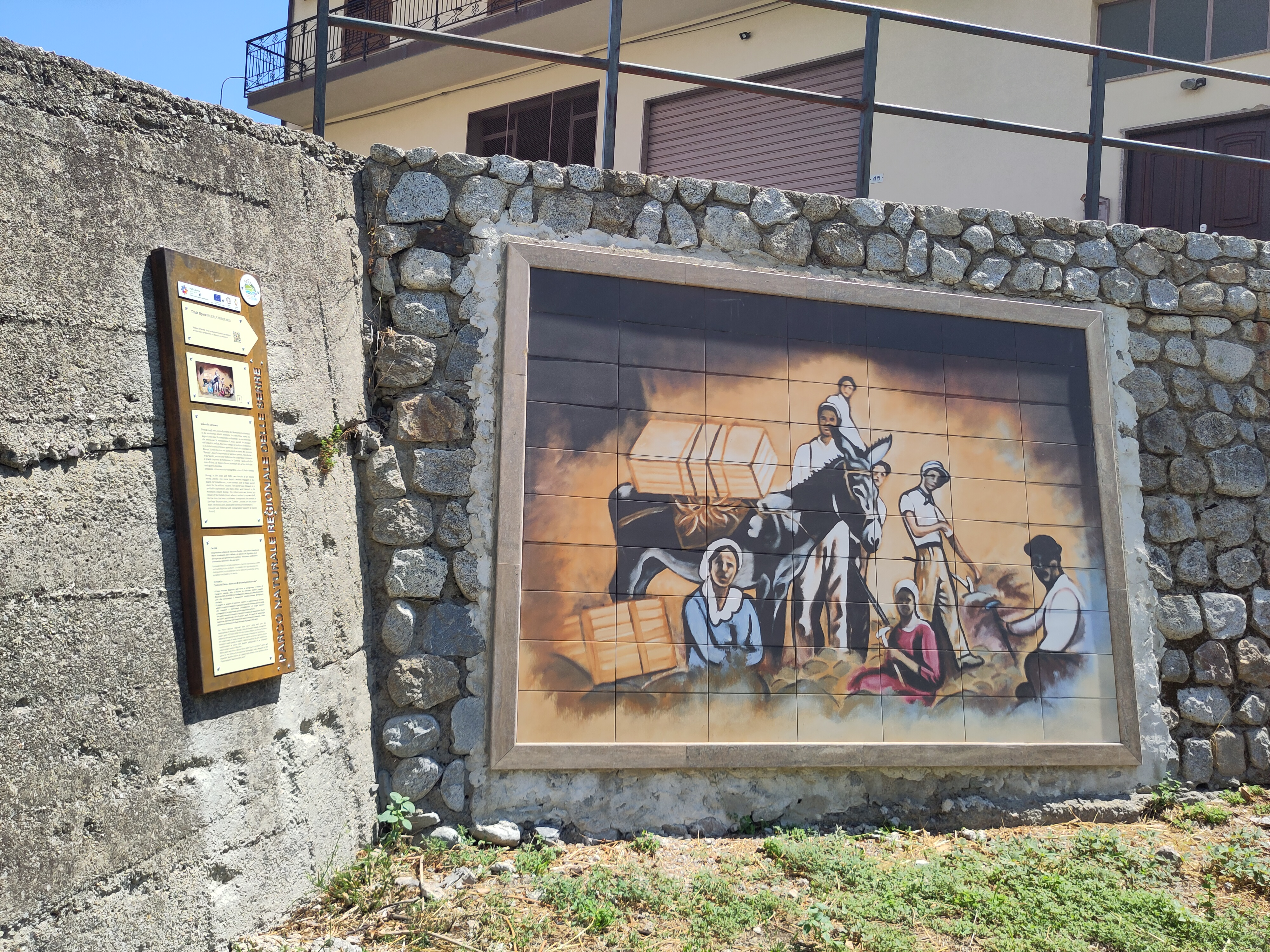
Murales Opera 8 Ricerca mineraria - la via del ferro - Itinerario archeologico industriale

Fin dal tempo dei greci furono aperte miniere per l'estrazione dell'argento e altri minerali.
Si è a conoscenza che l'antica città greca di Kaulon, nella vallata dello Stilaro, avesse una zecca in virtù del possedimento di miniere nell'entroterra per produrre gli Stateri in argento incusi.
A testimonianza di ciò esiste una località nominata Argentera.
Nel 1782 nella Calabria Ultra esistevano 42 miniere, di cui 23 per l'estrazione dell'argento misto a piombo e Bivongi era considerato, insieme a Stilo, Badolato, Longobucco e Reggio Calabria, un distretto argentifero grazie alle contrade: Raspa, Argentera, Costa della Quercia e Due Fiumare.
Già dal 1893 si venne a conoscenza della presenza di questo minerale nel territorio da parte di un certo Beccarla che lavorava nei campi durante la scoperta.
Nel 1917 la società Torelli e Re avvia delle ricerche per la Molibdenite a Bivongi. 
Nel 1939 fu invece la volta della Breda che in quel periodo ricercava lo stesso minerale.
Iniziò così l'apertura di ben 60 miniere e non solo a Bivongi, ma anche a Stilo, Placanica, Guardavalle, Caulonia e Nardodipace: le miniere Giolli4, Punghi5, Franco6, bagni, Acqua Calda, Piave, Regina, Boddile, Noceto, Angra del forno, LigliaFrana, Paoli, Pampaniti, Pietra, Vignali...
Il cantiere più ricco era Giogli sul torrente Pardalà.
Con la seconda guerra mondiale si sospesero i lavori la Breda, nonostante avesse richiesto il permesso di riprendere l'attività al ministero dell'Industria e del Commercio e ciò gli fu consentito, non riprese alcuna attività.
Sull'operato della Breda alcuni minatori ebbero da ridire, e rimangono tuttora un mistero le vicende legate allo sfruttamento del minerale da parte di quell'impresa nel territorio calabrese.
Nel 1948 il Centro Studi Silani studia nuovamente la possibilità di riprendere l'estrazione mineraria e nel 1951 si costituisce La mineraria calabra, creata dalla Montecatini e dall'Ente Sila ma anche quest'ultimo tentativo andò a vuoto.

## Miniere di Bivongi
Questa lista è suscettibile di variazioni e potrebbe essere incompleta o non aggiornata.

- Cava
- Frana
- Garibaldi
- Gattaraghi
- Giamba (dedicata a Giovanbattista Papello)
- Giolli
- Paoli

## Impianto di flottazioneLaveria
L'impianto di flottazione Laveria per la molibdenite fu costruito in contrada Perrocalle (o Vignali?) sul fiume Stilaro su di una piccola collina e rimase attivo fino agli anni '50.
È una costruzione a 3 piani, dove a ogni piano si svolgeva una fase della lavorazione.
Il minerale arrivava tramite una teleferica e tramite mulini di frantumazione e macchine lavanti pulivano dalle impurità il materiale che poi veniva riposto in casse.
Il piano superiore attualmente è adibito a ristorante.